# Бесприданница (фильм, 1936)
«Бесприда́нница» — художественный фильм режиссёра Якова Протазанова по одноимённой пьесе А. Н. Островского.

## Сюжет
Ларисе Огудаловой пора выходить замуж. И поклонников у неё много, но женихам нужно приданое, а у Ларисы его нет. Юлий Карандышев был не самым видным из её кавалеров, но единственный сделал предложение, которое Лариса без особой радости принимает. Готовится свадьба. И тут в город приезжает блестящий барин Сергей Паратов, которого Лариса когда-то любила. Между ними вновь вспыхивают давние чувства, и Лариса убегает с Паратовым на прогулку за Волгой. Там, после пикника, происходит их решительное объяснение, в ходе которого Паратов сознаётся, что он уже обручён. Между Ларисой и подоспевшим Карандышевым происходит бурная сцена, Карандышев предъявляет на неё свои права, но для Ларисы он слишком жалок и ничтожен. Тогда он убивает её выстрелом из пистолета («Так не доставайся же ты никому!»), и для разочаровавшейся в суровых жизненных реалиях Ларисы смерть становится великим благом.

## В ролях
- Нина Алисова — Лариса Дмитриевна Огудалова
- Ольга Пыжова — Харита Игнатьевна Огудалова
- Анатолий Кторов — Сергей Сергеич Паратов
- Михаил Климов — Мокий Пармёныч Кнуров
- Борис Тенин — Василий Данилыч Вожеватов
- Владимир Балихин — Юлий Капитоныч Карандышев
- Владимир Попов — Робинзон
- Николай Гладков — Гаврило
- Варвара Рыжова — Ефросинья Потаповна, тётка Карандышева
- Николай Боярский — мальчик

## Съёмочная группа
- Режиссёр-постановщик: Яков Протазанов
- Сценарий: Яков Протазанов, Владимир Швейцер
- Оператор: Марк Магидсон
- Старший ассистент режиссёра: Александр Роу
- Ассистент режиссёра: В. Кадочников
- Художники: Анатолий Арапов, С. Кузнецов
- Композитор: Давид Блок, а также фрагменты произведений П. И. Чайковского и русских народных песен

## Награды
- Золотая медаль на Международной выставке в Париже (1937).

## Критика
Вскоре после выхода фильм критик Э. Бескин заявил, что «фильм даёт лишь слащаво-сентиментальную историю несчастной любви Ларисы к Паратову». Рецензенты Григорий Чахирьян и Иосиф Маневич в газете «Кино» от 21 января 1937 года писали: «Паратов в фильме измельчён. Из роли вытравлены черты, характеризующие Паратова как человека большой воли и незаурядного ума».
«Нельзя же давать Паратова настолько откровенным и прямолинейным пошляком, как это сделали Кторов и Протазанов», — вторил им Г. Зельдович в журнале «Искусство кино» (1937, № 2). Критик В. Волькенштейн в том же журнале (1937, № 4) критиковал фильм: «Что же осталось в фильме от Островского? Только внешняя занимательность ситуаций и событий, только ряд трогательных моментов, только отдельные яркие реплики…».
В то же время Михаил Арлазоров писал, что фильм совершил «триумфальный путь к зрителю» и «трагедия Ларисы, ожившая на экране, не могла оставить зрителей равнодушными». Он также отмечал прекрасный подбор актёров и высокое искусство монтажа.
Подробно проанализировали фильм Н. Д. Волков и О. Л. Леонидов. Они отмечали поэтичность сцен фильма. Отмечались удачные актёрские работы. В частности, по их мнению, «охота Кнурова за Ларисой — такая, как изобразил её на экране М. М. Климов, — навсегда останется образцом превосходной реалистической игры».
В книге М. Алейникова эта оценка распространена на весь актёрский ансамбль: «В „Бесприданнице“ с особой яркостью сказался талант „актёрского режиссёра“. Исполнение главных и эпизодических ролей в этом классическом фильме навсегда останется образцом превосходной реалистической игры». Отмечалось «стремление Протазанова освободить экранизируемую пьесу от театральной специфики … за счёт изобретательного использования пластической выразительности кино». Указывалось, что «„Бесприданница“ Протазанова долго будет служить примером кинематографического мышления режиссёра», и что «оставаясь верным идеям великого русского драматурга, Протазанов создал большое цельное произведение кинематографического искусства».
Противоречиво оценивала фильм киновед Нея Зоркая: «Спору нет — велико мастерство постановщика, удачно его переложение классического текста, сочны актёрские образы… Но в изображении чувств и страстей, страданий и трагедии Ларисы вдруг не хватает того „чуть-чуть“, о котором любил говорить Вл. И. Немирович-Данченко и которое часто служит границей между художественным произведением и заурядной мелодрамой».
Режиссёр Эльдар Рязанов назвал фильм блестящим и считал, что «сила воздействия Протазановской ленты оказалась такова, что заслонила первоисточник, как бы подменила его». Он особо выделял «филигранный профессионализм авторов фильма: сценариста В. Швейцера, режиссёра Я. Протазанова, оператора М. Магидсона и блистательных исполнителей ролей». «Все компоненты фильма настолько безукоризненны, что, соединившись, образуют шедевр», — писал режиссёр.
Вместе с тем Э. Рязанов отмечал, что «„Бесприданница“ Протазанова, хотя и была звуковой картиной, но делалась в стилистике немого кино». Он писал: «Непревзойдённые артисты, собранные Протазановым в „Бесприданнице“, играли в манере „великого немого“. Они ещё не могли иначе. Им всем — пожалуй, кроме молодого Б. Тенина, не имевшего опыта в немых фильмах, — были свойственны излишняя внешняя выразительность, почти плакатность, подчёркнутость жеста (это шло от недоверия к звуку), некоторая преувеличенность актёрской подачи. И в этом их винить неисторично, несправедливо…».